# Кутузовское сельское поселение (Калининградская область)
Куту́зовское се́льское поселе́ние  — упразднённое в 2014 году муниципальное образование в составе Гурьевского района Калининградской области. Административным центром поселения является посёлок Малое Васильково.

## География
Площадь поселения 1191 га, из них сельскохозяйственные угодья составляют 677 га. Население — 4817 человек.
На территории поселения находится Пруд Чистый и два водохранилища — Орловское и Васильковское.

## История
Кутузовский сельский Совет был образован 11 октября 1959 года.
30 июня 2008 года в соответствии с законом Калининградской области № 254 образовано Кутузовское сельское поселение, в которое вошла территория Кутузовского сельского округа.
Законом Калининградской области от 29 мая 2013 года № 229, 1 января 2014 года все муниципальные образования Гурьевского муниципального района — Гурьевское городское поселение, Большеисаковское, Добринское, Кутузовское, Луговское, Низовское, Новомосковское и Храбровское сельские поселения — были преобразованы в Гурьевский городской округ.

## Население
| 2002 | 2010  | 2012  | 2013  |
| ---- | ----- | ----- | ----- |
| 3979 | ↗4734 | ↗4887 | ↗5035 |

## Состав сельского поселения
В состав сельского поселения входят 13 населённых пунктов
- Авангардное (посёлок) — 159[6]
- Большое Деревенское (посёлок) — 17[6]
- Владимировка (посёлок) — 4[6]
- Дорожный (посёлок) — 569[6]
- Кумачево (посёлок) — 81[6]
- Кутузово (посёлок) — 104[6]
- Малое Васильково (посёлок, административный центр) — 944[8]
- Медведевка (посёлок) — 36[6]
- Невское (посёлок) — 792[6]
- Новый (посёлок) — 159[6]
- Орловка (посёлок) — 619[6]
- Петрово (посёлок) — 1162[6]
- Свободное (посёлок) — 66[6]

## Транспорт
По территории поселения проходят автотрассы Калининград—Полесск и Калининград—Зеленоградск, Холмогоровка—Коврово.

## Достопримечательности
- Воинские захоронения советских воинов (1945) в Орловке и Петрово.